# Valentin Smirnov
Valentin Smirnov (né le 13 février 1986) est un athlète russe, spécialiste des courses de demi-fond.

## Biographie
Il remporte la médaille d'or du 1 500 mètres lors des Universiades d'été de 2013, à Kazan en Russie, deux ans après avoir décroché la médaille de bronze.

### Palmarès
| Date | Compétition                       | Lieu        | Résultat | Épreuve | Temps         |
| ---- | --------------------------------- | ----------- | -------- | ------- | ------------- |
| 2010 | Championnats d'Europe par équipes | Bergen      | 3e       | 3 000 m | 8 min 20 s 11 |
| 2011 | Championnats d'Europe par équipes | Stockholm   | 2e       | 1 500 m | 3 min 38 s 89 |
| 2011 | Universiade                       | Shenzhen    | 3e       | 1 500 m | 3 min 48 s 45 |
| 2013 | Universiade                       | Kazan       | 1er      | 1 500 m | 3 min 39 s 39 |
| 2015 | Championnats d'Europe par équipes | Tcheboksary | 1re      | 1 500 m | 3 min 52 s 03 |

### Records
| Épreuve | Performance   | Lieu        | Date            |
| ------- | ------------- | ----------- | --------------- |
| 1 500 m | 3 min 36 s 14 | Tcheboksary | 24 juillet 2011 |
| 3 000 m | 7 min 49 s 11 | Szczecin    | 25 juin 2011    |